# Il pericolo è il mio mestiere (serie animata)
Il pericolo è il mio mestiere (Stunt Dawgs) è una serie televisiva a cartoni animati, prodotta da Franklin Waterman e Rainforest Entertainment.

## Personaggi
- Richard P. Fungus
- Didou
- Valanga
- Testone
- Sciagura
- Irina
- Placido
- Sir
- Striscia
- Human: il cane piuttosto intelligente dello Stunt Dawgs

## Doppiaggio
| Personaggio       | Doppiatore originale | Doppiatore italiano |
| ----------------- | -------------------- | ------------------- |
| Richard P. Fungus | John Stocker         | Mario Scarabelli    |
| Didou             |                      | Giovanni Battezzato |
| Valanga           | Greg Morton          | Vittorio Bestoso    |
| Testone           |                      | Sante Calogero      |
| Sciagura          |                      | Salvatore Landolina |
| Irina             |                      | Patrizia Scianca    |
| Placido           |                      | Diego Sabre         |
| Sir               |                      | Marco Balzarotti    |
| Striscia          |                      | Riccardo Peroni     |